# Камбальное
Камбальное — озеро в южной части полуострова Камчатка.

## Основные сведения
Является пресноводным озером, его площадь составляет 1,92 км². Имеет продолговатую форму. Находится на территории Южно-Камчатского федерального заказника, в десяти километрах к югу от вулкана Камбальный. С трёх сторон окружена отрогами Лопаткинского хребта, берег в этих местах обрывистый.
Озеро имеет тектоническое происхождение. Растекаясь лавовые потоки перегородили долины речек и образовали несколько подпруженных озёр — Камбальное, Ульянина (Витаминное).
Питание снеговое и дождевое. Размах колебаний уровня небольшой (наивысшие уровни в мае — июне, низшие — в апреле).
В озеро впадает несколько рек и ручьёв. Вытекает небольшая река — Камбальная, впадающая в Охотское море.
Озеро названо по одноимённой реке, на картах появилось не позже XVIII века. Местное корякское название — Мутепкун.